# Dorfkirche Kummerow (Schwedt/Oder)

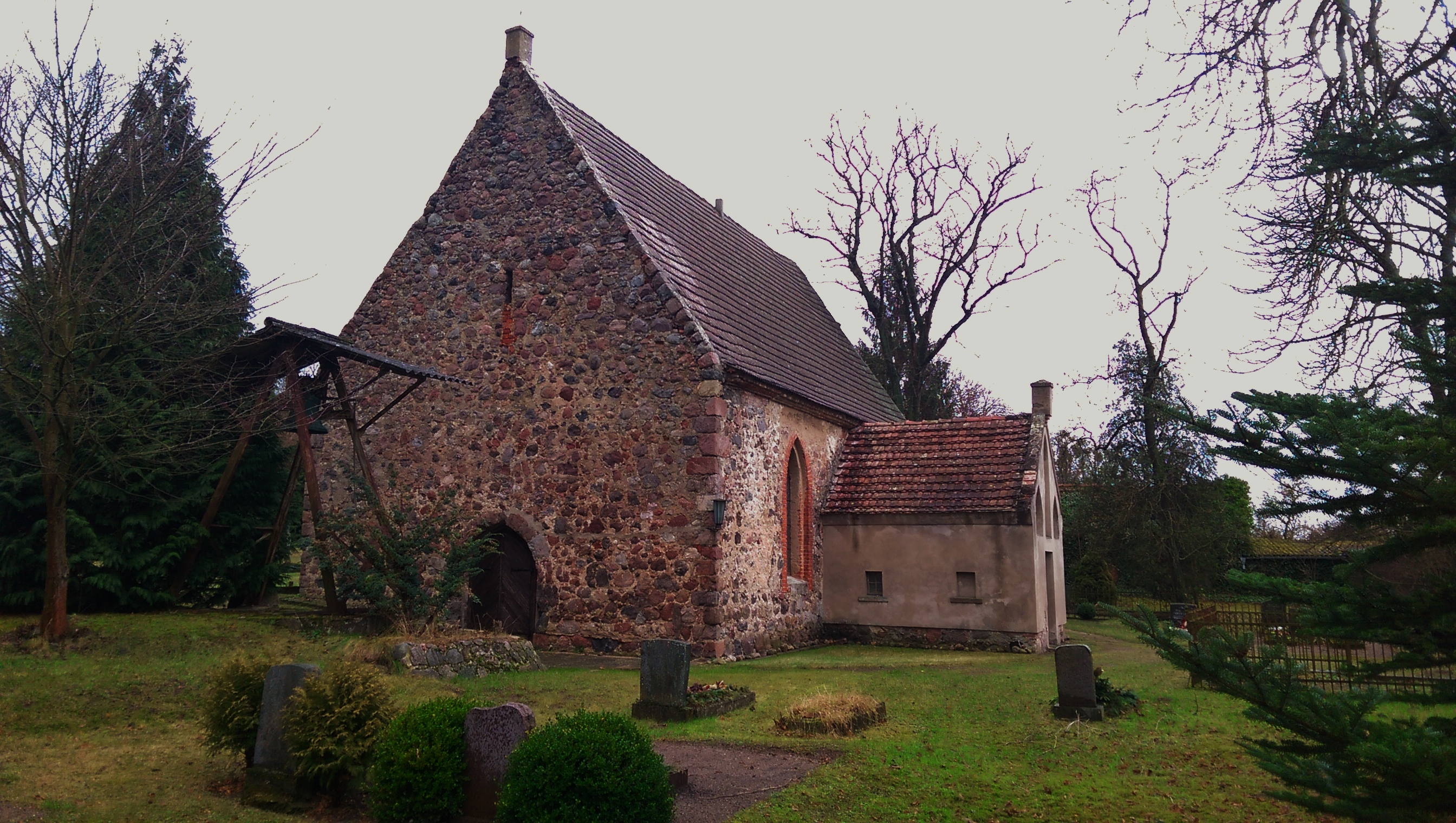
Dorfkirche Kummerow (Schwedt/Oder)

Die evangelische, denkmalgeschützte Dorfkirche Kummerow (Schwedt/Oder) steht in Kummerow, einem Ortsteil der Stadt Schwedt/Oder im Landkreis Uckermark von Brandenburg. Die Kirche gehört zum Kirchenkreis Uckermark der Evangelischen Kirche Berlin-Brandenburg-schlesische Oberlausitz.

## Beschreibung
Die Feldsteinkirche wurde am Ende des 13. Jahrhunderts gebaut. Sie besitzt keinen Kirchturm, sondern nur einen freistehenden Glockenstuhl mit einer Kirchenglocke westlich des Langhauses. An der Südwand befindet sich ein jüngerer verputzter Anbau, dessen Giebel mit drei spitzbogigen Blenden verziert ist. Die Fenster wurden Ende des 19. Jahrhunderts spitzbogig vergrößert und die Gewände mit Backsteinen ausgekleidet.
In dem mit einer Flachdecke überspannten Innenraum wurde im Westen eine Empore auf dünnen runden Stützen eingebaut, auf der die 1939 von Felix Grüneberg gebaute Orgel mit drei Registern, einem Manual und einem angehängten Pedal steht. Zur Kirchenausstattung gehören eine Kanzel mit einem polygonalen Korb aus der ersten Hälfte des 17. Jahrhunderts und ein steinernes achteckiges Taufbecken mit grob gearbeiteten Reliefs aus dem 14. Jahrhundert, bei dem es sich eventuell um eine an mittelalterliche Formen angelehnte moderne Arbeit handelt.